# Société typographique de Lausanne
Die Société typographique de Lausanne war ein Schweizer, von 1774 bis 1782 tätiges Verlagshaus und eine Druckerei in Lausanne.

## Geschichte
Die Société typographique de Lausanne wurde im März 1774 auf Betreiben des Verlegers und Druckers Jean-Pierre Heubach gegründet und war im Besitz der Aktionäre François-Jacques Durand, Professor an der Akademie Lausanne, Louis Scanavin, Kaufmann aus Vevey, Jean-Pierre Duplan, Geschäftsmann in Bern, und Samuel Kirchberger, Mitglied des Berner Rats der Zweihundert. Heubach übernahm die technische Leitung. Unterstützt wurde er von Antoine Saunier, Lehrer am Collège von Lausanne, und ab 1775 von Jean-Pierre Bérenger, der als literarischer Berater wirkte. 
Nachdem eine erste Zusammenarbeit mit der Société typographique de Neuchâtel 1774 noch am gegenseitigen Misstrauen gescheitert war, unterzeichnete die Société typographique de Lausanne 1778 einen Vertrag mit den gleichnamigen Gesellschaften von Bern und Neuenburg, um Neuerscheinungen aus Frankreich rasch und ohne sich zu konkurrenzieren, nachdrucken zu können. Besonders eng verbunden war die Gesellschaft von Lausanne mit der Typographischen Gesellschaft Bern, an der Kirchberger ebenfalls beteiligt war. Gemeinsam kauften sie 1778 einen Teil der Ausrüstung der Druckerei Lex in Yverdon und gaben von 1778 bis 1781 einen Nachdruck der Pariser Enzyklopädie im Oktavformat heraus. Mit Heubachs Aufkauf von Kirchbergers Anteilen setzte 1782 der Niedergang der Société ein. Heubach setzte seine Tätigkeit unter verschiedenen Firmennamen fort.